# Rinodina pacifica
Rinodina pacifica är en lavart som beskrevs av Sheard. Rinodina pacifica ingår i släktet Rinodina och familjen Physciaceae.   Inga underarter finns listade i Catalogue of Life.